# Liste der Monuments historiques in Dieuze
Die Liste der Monuments historiques in Dieuze führt die Monuments historiques in der französischen Gemeinde Dieuze auf.

## Liste der Bauwerke
| Bezeichnung             | Beschreibung                                                 | Standort                                    | Kennzeichnung | Schutzstatus   | Datum          | Bild |
| ----------------------- | ------------------------------------------------------------ | ------------------------------------------- | ------------- | -------------- | -------------- | ---- |
| Saline und Chemiefabrik | heute teilweise Museum; Gebäude des 18. bis 20. Jahrhunderts | Place de la Saline, Rue Raymond-Berr (Lage) | PA57000009    | Inscrit Classé | 1997 2012 2013 |      |